# Fossa cubital
Fossa cubital é a área triangular na porção anterior do cotovelo. Por ela passa o tendão braquial do bíceps, a artéria braquial que se divide na artéria ulnar e artéria radial, nervo radial e o nervo mediano. 

## Imagens adicionais

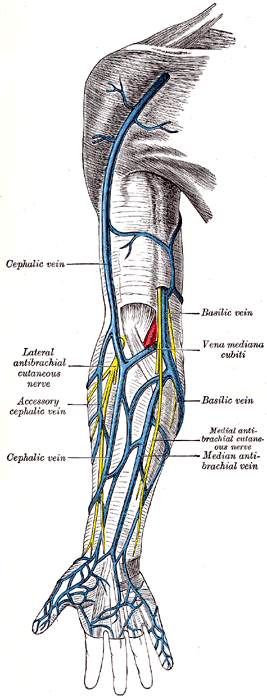
Veias superficiais do membro superior.
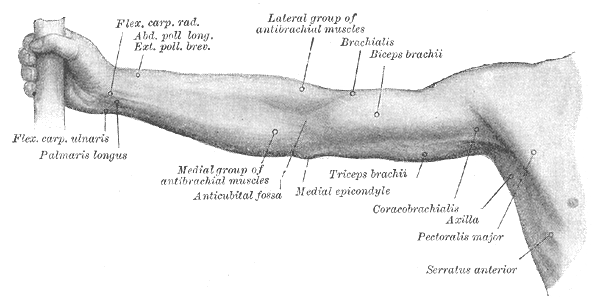
Vista anterior do membro superior direito.

## Limites
Esta delimitada:
- Superior: linha imaginária entre os epicôndilos medial e lateral
- Medial: Músculo pronador redondo por onde passa o nervo ulnar
- Lateral: Músculo braquiorradial
- Profundo: Músculo supinador
- Superficial: Pele, fáscia bicipital superficial e profunda, veia cubital mediana, veia basílica e veia cefálica.